# ويست بونتيفول
ويست بونتيفول (يوتا) (بالإنجليزية: West Bountiful, Utah)‏ هي مدينة تقع في الولايات المتحدة في مقاطعة دافيز. يقدر عدد سكانها بـ 5,329 نسمة ومساحتها 7.7 كم2 وترتفع عن سطح البحر 1,301 متر.

## التركيبة السكانية
حدّد مكتب تعداد الولايات المتحدة بيانات التركيبة السكانية لويست بونتيفول في تعداد الولايات المتحدة. في ما يلي، التركيبة السكانية حسب تعدادي 2000 و2010.

### تعداد عام 2000
بلغ عدد سكان ويست بونتيفول 4,484 نسمة بحسب تعداد عام 2000، وبلغ عدد الأسر 1,250 أسرة وعدد العائلات 1,102 عائلة مقيمة في المدينة. في حين سجلت الكثافة السكانية 522 نسمة لكل كيلومتر مربع (1,352.0/ميل2). وبلغ عدد الوحدات السكنية 1,282 وحدة بمتوسط كثافة قدره 149.2 لكل كيلومتر مربع (386.4/ميل2).
وتوزع التركيب العرقي للمدينة بنسبة 96.23% من البيض و0.02% من الأمريكيين الأفارقة و0.36% من الأمريكيين الأصليين و0.56% من الأمريكيين ذوي الأصول الآسيوية و0.65% من سكان جزر المحيط الهادئ و0.83% من الأعراق الأخرى و1.36% من عرقين مختلطين أو أكثر و2.03% من الهسبانيون أو اللاتينيون من أي عرق.
بلغ عدد الأسر 1,250 أسرة كانت نسبة 57.4% منها لديها أطفال تحت سن الثامنة عشر تعيش معهم، وبلغت نسبة الأزواج القاطنين مع بعضهم البعض 76.9% من أصل المجموع الكلي للأسر، ونسبة 8.8% من الأسر كان لديها معيلات من الإناث دون وجود شريك،  بينما كانت نسبة 2.5% من الأسر لديها معيلون من الذكور دون وجود شريكة وكانت نسبة 11.8% من غير العائلات. تألفت نسبة 9.2% من أصل جميع الأسر من عدة أفراد يعيشون في نفس المنزل ونسبة 2.9% كانت تتألف من شخص يعيش بمفرده يبلغ من العمر 65 عاماً أو أكثر. وبلغ متوسط حجم الأسرة المعيشية 3.59، أما متوسط حجم العائلات فبلغ 3.84.
بلغ العمر الوسطي للسكان 26.9 عاماً. وكانت نسبة 35.6% من القاطنين تحت سن الثامنة عشر، وكانت نسبة 12.5% بين الثامنة عشر والرابعة والعشرين عاماً، ونسبة 27.3% كانت واقعةً في الفئة العمرية ما بين الخامسة والعشرين والرابعة والأربعين عاماً، ونسبة 20.4% كانت ما بين الخامسة والأربعين والرابعة والستين، ونسبة 4.2% كانت ضمن فئة الخامسة والستين عاماً فما فوق. يوجد لكل 100 أنثى 97.8 ذكر، ويوجد لكل 100 أنثى في الثامنة عشر من عمرها فما فوق 99.0 ذكر.
بلغ متوسط دخل الأسرة في المدينة 61,063 دولارًا، أما متوسط دخل العائلة فبلغ 61,154 دولارًا. وكان متوسط دخل الذكور 41,448 دولارًا مقابل 26,168 دولارًا للإناث. وسجل دخل الفرد الخاص بالمدينة 19,016 دولارًا. وكانت نسبة 3.2% من العائلات ونسبة 3.3% من السكان تحت خط الفقر، وكان من هؤلاء نسبة 5.2% تحت سن الثامنة عشر ونسبة 4.2% في الخامسة والستين من العمر وما فوق.

### تعداد عام 2010
بلغ عدد سكان ويست بونتيفول 5,265 نسمة بحسب تعداد عام 2010، وبلغ عدد الأسر 1,584 أسرة وعدد العائلات 1,351 عائلة مقيمة في المدينة. في حين سجلت الكثافة السكانية 612.9 نسمة لكل كيلومتر مربع (1,587.4/ميل2). وبلغ عدد الوحدات السكنية 1,622 وحدة بمتوسط كثافة قدره 188.8 لكل كيلومتر مربع (489.0/ميل2).
وتوزع التركيب العرقي للمدينة بنسبة 93.47% من البيض و0.34% من الأمريكيين الأفارقة و0.51% من الأمريكيين الأصليين و0.84% من الأمريكيين ذوي الأصول الآسيوية و0.61% من سكان جزر المحيط الهادئ و1.92% من الأعراق الأخرى و2.32% من عرقين مختلطين أو أكثر و4.60% من الهسبانيون أو اللاتينيون من أي عرق.
بلغ عدد الأسر 1,584 أسرة كانت نسبة 46.3% منها لديها أطفال تحت سن الثامنة عشر تعيش معهم، وبلغت نسبة الأزواج القاطنين مع بعضهم البعض 73.9% من أصل المجموع الكلي للأسر، ونسبة 7.9% من الأسر كان لديها معيلات من الإناث دون وجود شريك،  بينما كانت نسبة 3.5% من الأسر لديها معيلون من الذكور دون وجود شريكة وكانت نسبة 14.7% من غير العائلات. تألفت نسبة 11.9% من أصل جميع الأسر من عدة أفراد يعيشون في نفس المنزل ونسبة 3.7% كانت تتألف من شخص يعيش بمفرده يبلغ من العمر 65 عاماً أو أكثر. وبلغ متوسط حجم الأسرة المعيشية 3.32، أما متوسط حجم العائلات فبلغ 3.62.
بلغ العمر الوسطي للسكان 31.6 عاماً. وكانت نسبة 31.3% من القاطنين تحت سن الثامنة عشر، وكانت نسبة 9.7% بين الثامنة عشر والرابعة والعشرين عاماً، ونسبة 25.7% كانت واقعةً في الفئة العمرية ما بين الخامسة والعشرين والرابعة والأربعين عاماً، ونسبة 26.4% كانت ما بين الخامسة والأربعين والرابعة والستين، ونسبة 6.9% كانت ضمن فئة الخامسة والستين عاماً فما فوق. وتوزع التركيب الجنسي للسكان بنسبة 50.2% ذكور و49.8% إناث.